# Anello Alpha
L'anello alpha α che ruota attorno ad Urano, orbita ad una distanza di 44 718 km dal centro del pianeta, fra l'anello 4 e l'anello β; come gli altri anelli è molto sottile, la sua larghezza è compresa fra 4 e 10 km.